# Понте-ди-Леньо
По́нте-ди-Ле́ньо (итал. Ponte di Legno) — коммуна в Италии, в провинции Брешиа области Ломбардия.
Население составляет 1797 человек (2008 г.), плотность населения составляет 17 чел./км². Занимает площадь 100 км². Почтовый индекс — 25056. Телефонный код — 0364.
Покровителями коммуны почитаются Святая Троица, а также святые апостолы Пётр и Павел, празднование 29 июня.

## Демография
Динамика населения:

## Города-побратимы
- Рекко, Италия

## Администрация коммуны
- Официальный сайт: http://www.comune.ponte-di-legno.bs.it/